# Engaeus
Engaeus là một chi tôm sông được tìm thấy ở Úc. Có 35 loài trong chi này có mặt ở Tasmania. Tập tính của các loài này nổi tiếng do chúng sống trong hang và các ống trong các công trình mới xây xong.

## Các loài
Tất cả 35 loài trong chi Engaeus đều nằm trong Sách Đỏ:
Data Deficient
- Engaeus affinis Smith & Schuster, 1913
- Engaeus curvisuturus Horwitz, 1990
- Engaeus karnanga Horwitz, 1990
- Engaeus laevis (Clark, 1941)
- Engaeus nulloporius Horwitz, 1990

Critically Endangered
- Engaeus granulatus Horwitz, 1990
- Engaeus mallacoota Horwitz, 1990
- Engaeus spinicaudatus Horwitz, 1990
- Engaeus sternalis (Clark, 1936)

Endangered species
- Engaeus disjuncticus Horwitz, 1990
- Engaeus martigener Horwitz, 1990
- Engaeus phyllocercus Smith & Schuster, 1913

Vulnerable species
- Engaeus rostrogaleatus Horwitz, 1990
- Engaeus urostrictus Riek, 1969
- Engaeus yabbimunna Horwitz, 1994

Near Threatened
- Engaeus australis Riek, 1969
- Engaeus orramakunna Horwitz, 1990
- Engaeus victoriensis Smith & Schuster, 1913

Least Concern
- Engaeus cisternarius Suter, 1977
- Engaeus cunicularius (Erichson, 1846)
- Engaeus cymus (Clark, 1936)
- Engaeus fossor (Erichson, 1846)
- Engaeus fultoni Smith & Schuster, 1913
- Engaeus hemicirratulus Smith & Schuster, 1913
- Engaeus lengana Horwitz, 1990
- Engaeus leptorhynchus Clark, 1936
- Engaeus lyelli (Clark, 1936)
- Engaeus mairener Horwitz, 1990
- Engaeus merosetosus Horwitz, 1990
- Engaeus orientalis Clark, 1941
- Engaeus quadrimanus Clark, 1936
- Engaeus sericatus Clark, 1936
- Engaeus strictifrons (Clark, 1936)
- Engaeus tayatea Horwitz, 1990
- Engaeus tuberculatus Clark, 1936